# Emperador mogol
Se conoce como emperador mogol al gobernante del Imperio mogol, el cual abarcó gran parte del subcontinente indio, principalmente con los países modernos de la India, Pakistán, Afganistán y Bangladés. Comenzaron a gobernar partes de la India a partir de 1526, y en 1700 controlaban la mayor parte del subcontinente. Posteriormente, declinaron con rapidez, pero siguieron reinando de forma nominal en algunos territorios hasta la década de 1850. Los gobernantes mogoles se denominaban a sí mismos como Padishah ("gran rey"), título generalmente traducido como "emperador".
Los mogoles eran una rama de la dinastía timúrida de origen turcomongol, procedente de Asia Central. Su fundador Babur, un príncipe timúrida del valle de Ferganá (en Uzbekistán moderno), era un descendiente directo de Tamerlán, y también estaba emparentado con Gengis Kan a través de su matrimonio con una princesa del clan borjigin establecido en Timur.
Muchos de los emperadores mogoles posteriores tenían una significativa proporción de ascendencia rajputí india y persa a través de alianzas matrimoniales, ya que eran hijos de princesas persas y del clan rajput. Akbar, por ejemplo, era mitad persa (su madre era de origen persa), Jahangir era mitad rajputí y un cuarto persa, y Sha Jahan era tres cuartos rajputí.
Durante el reinado de Aurangzeb, el imperio mogol era la economía más grande del mundo, con un valor de más del 25% del PIB mundial. Controlaba casi todo el subcontinente indio, extendiéndose desde Chittagong en el este hasta Kabul y la región del Baluchistán en el oeste; y desde Cachemira en el norte hasta la cuenca del río Kaveri en el sur.
Su población en aquel momento se ha estimado entre 110 y 150 millones de personas (una cuarta parte de la población mundial), en un territorio de más de 4 millones de kilómetros cuadrados. El poder mogol disminuyó rápidamente durante el siglo XVIII; y el último emperador, Bahadur Shah II, fue depuesto en 1857, con el establecimiento del raj británico.

## Imperio mogol

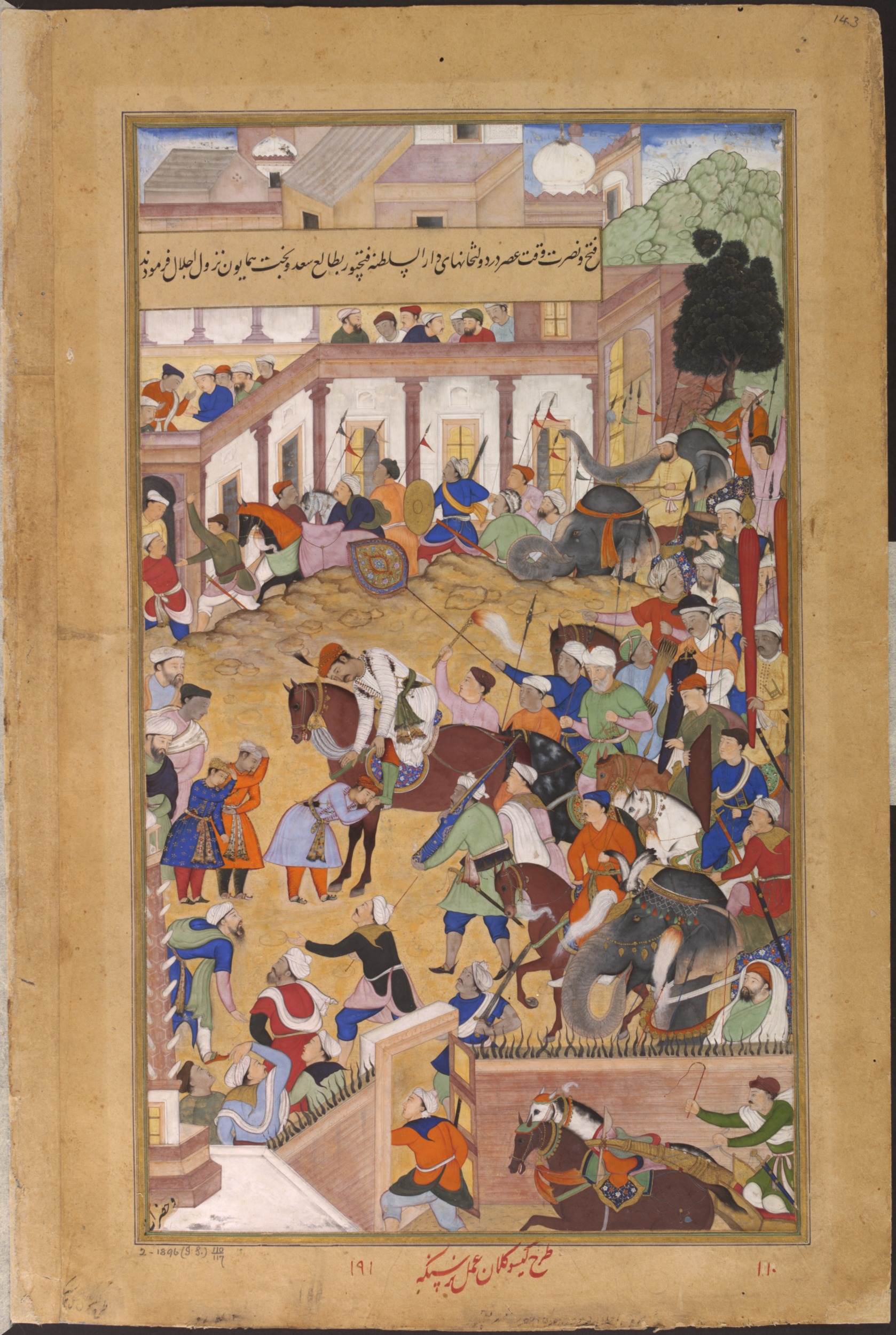
Akbar regresa de la guerra, siendo recibido por Salim y sus otros hijos en 1573

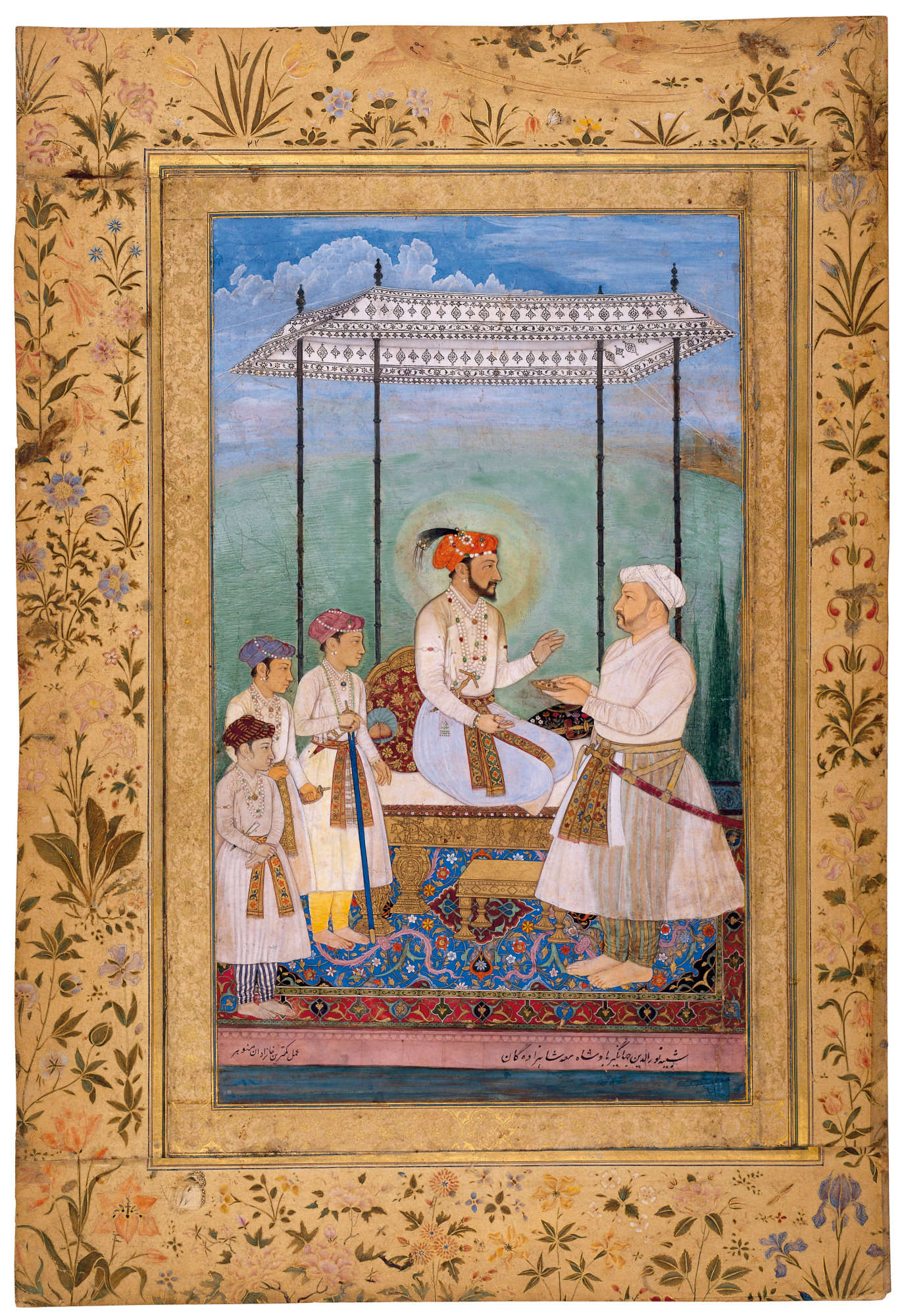
Shah Jahan, acompañado por sus tres hijos: Dara Shikoh, Shah Shuja y Aurangzeb, y su abuelo materno Asaf Khan IV

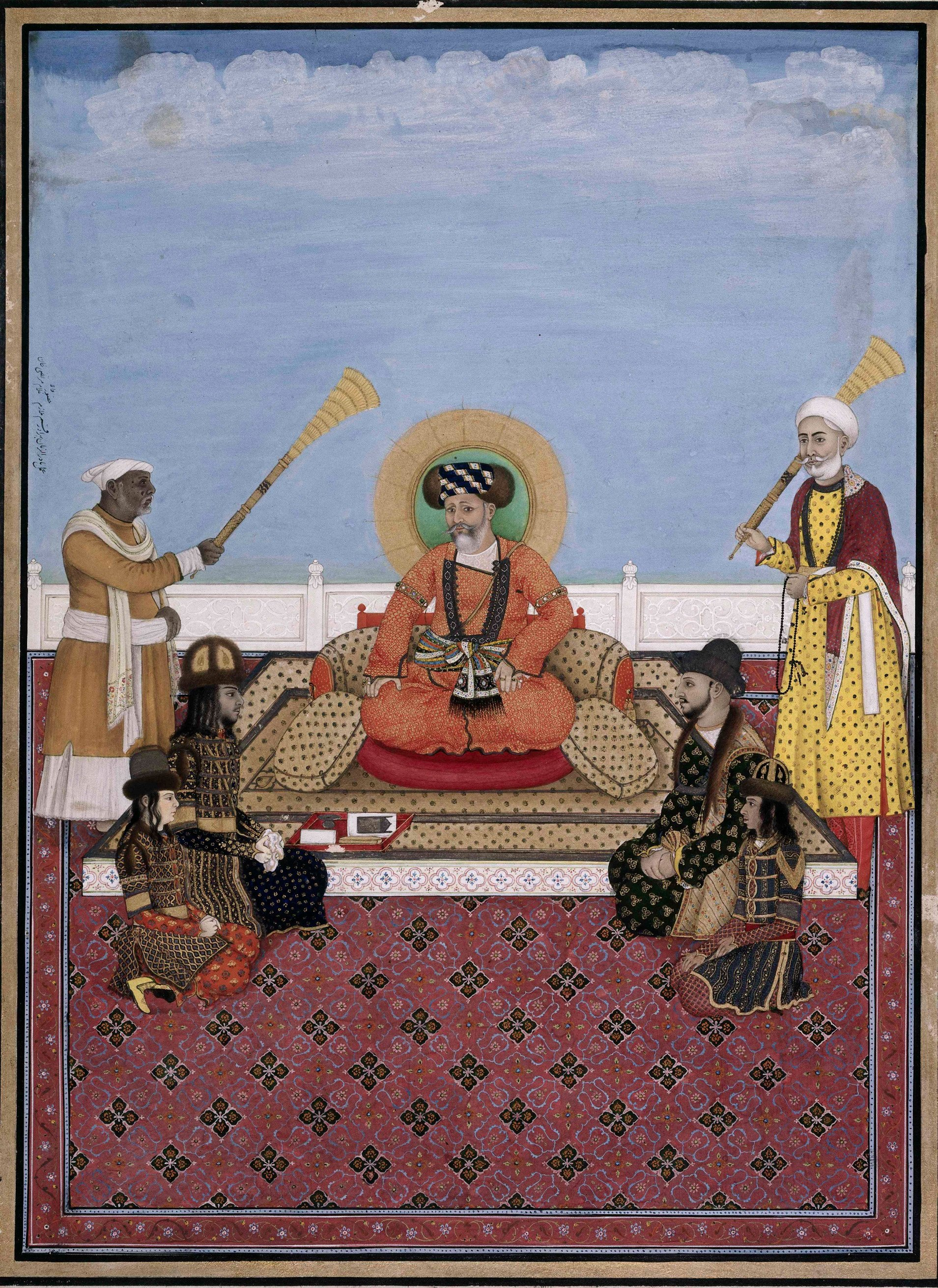
Akbar Shah II y sus cuatro hijos

El imperio mogol fue fundado por Babur, un príncipe y gobernante timurí de Asia Central, descendiente directo del emperador timurí Tamerlán por el lado de su padre, y por el gobernante mongol Gengis Kan por el lado de su madre. Expulsado de sus dominios ancestrales en Turkistán por Sheybani Khan, el príncipe Babur de 14 años se dirigió a la India para satisfacer sus ambiciones. Se estableció en Kabul y luego se internó en la India, avanzando constantemente hacia el sur desde Afganistán a través del paso Khyber. Las fuerzas de Babur ocuparon gran parte del norte de la India después de su victoria en la batalla de Panipat en 1526. La preocupación por las guerras y las campañas militares, sin embargo, no permitió al nuevo emperador consolidar las conquistas que había logrado en la India. La inestabilidad del imperio se hizo evidente con su hijo, Humayun, que fue expulsado al exilio en Persia por los rebeldes. El exilio de Humayun en Persia estableció lazos diplomáticos entre los safávidas y la corte mogola, y condujo a una creciente influencia cultural de Asia occidental. La restauración del gobierno mogol comenzó después del regreso triunfal de Humayun de Persia en 1555, aunque murió en un accidente poco después. El hijo de Humayun, Akbar, subió al trono bajo un regente, Bairam Khan, que contribuyó a consolidar el imperio mogol en la India.
A través de la guerra y la diplomacia, Akbar pudo extender el imperio en todas las direcciones y controló casi todo el subcontinente indio al norte del río Godavari. Creó una nueva élite gobernante leal al emperador, organizó una administración moderna y fomentó el desarrollo cultural, a la vez que incrementó las transacciones con empresas comerciales europeas. El historiador indio Abraham Eraly señaló que los extranjeros a menudo quedaban impresionados por la fabulosa riqueza de la corte mogol, pero este aspecto reluciente ocultaba realidades más oscuras, a saber, que aproximadamente una cuarta parte del producto nacional bruto del imperio pertenecía a 655 familias, mientras que la mayor parte de los 120 millones de habitantes de la India vivían sumidos en una espantosa pobreza. Después de sufrir lo que parece haber sido un ataque epiléptico en 1578 durante una cacería de tigres, lo que consideraba una experiencia religiosa, Akbar se desencantó del Islam y llegó a abrazar una mezcla sincrética de hinduismo e islam. Permitió la libertad de culto en su corte e intentó resolver las diferencias sociopolíticas y culturales en su imperio estableciendo una nueva religión, denominada Din-i-Ilahi, con fuertes características de culto al emperador. Legó a su hijo un estado internamente estable, que se encontraba en plena edad de oro, pero en poco tiempo surgirían signos de debilidad política.
El hijo de Akbar, Jahangir, "era adicto al opio, descuidaba los asuntos de estado y estaba bajo la influencia de los grupos de interés de la corte rival." Durante el reinado del hijo de Jahangir, Sha Jahan, el esplendor de la corte mogol alcanzó su punto máximo, como se ejemplifica con el Taj Mahal. Sin embargo, el costo de los desmedidos gastos del emperador comenzó a exceder los ingresos disponibles.
El hijo mayor de Shah Jahan, el liberal Dara Shikoh, se convirtió en regente en 1658, como resultado de la enfermedad de su padre. Defendió una cultura y religión hindú-musulmana sincrética. Sin embargo, con el apoyo de la ortodoxia islámica, un hijo menor de Shah Jahan, Aurangzeb, tomó el trono. Aurangzeb derrotó a Dara en 1659 y lo hizo ejecutar. Aunque Shah Jahan se recuperó por completo de su enfermedad, no pudo evitar la guerra de sucesión por el trono entre Dara y Aurangzeb. Finalmente, Aurangzeb accedió al trono y mantuvo a Shah Jahan bajo arresto domiciliario.
Durante el reinado de Aurangzeb, el imperio ganó fuerza política una vez más y se convirtió en la economía más grande del mundo, más de una cuarta parte del PIB mundial, pero su imposición de la ley islámica, la sharia, provocó grandes turbulencias. Expandió el imperio hasta incluir una gran parte del sur de Asia, de forma que en su apogeo, el reino abarcaba 3,2 millones de kilómetros cuadrados, incluidas partes de lo que ahora son la India, Pakistán, Afganistán y Bangladés. Pero después de su muerte en 1707, "muchas partes del imperio se rebelaron abiertamente". Los intentos de Aurangzeb de reconquistar las tierras ancestrales de su familia en Asia Central no tuvieron éxito, mientras que su exitosa conquista de la región del Decán demostró ser una victoria pírrica, que le costó al imperio una gran cantidad de sangre y de recursos económicos. Otro problema para Aurangzeb era que el ejército siempre se había basado en la aristocracia terrateniente del norte de la India, que proporcionaba la caballería para las campañas, y el imperio no tenía nada equivalente al cuerpo de los jenízaros del Imperio Otomano. La larga y costosa conquista del Decán había dañado gravemente el "aura de éxito" que rodeaba a Aurangzeb, y desde finales del siglo XVII en adelante, la aristocracia se volvió cada vez más reacia a proporcionar fuerzas para las guerras del imperio, ante la incierta perspectiva de ser recompensada con tierras como resultado de una guerra exitosa. Además, el hecho de que al concluir la conquista del Decán, Aurangzeb hubiera recompensado muy selectivamente a algunas de las familias nobles con tierras confiscadas en esta región, había dejado insatisfechos a los aristócratas que no recibieron tierras confiscadas como recompensa, y no estaban dispuestos a participar en más campañas. El hijo de Aurangzeb, Shah Alam, derogó las políticas religiosas de su padre e intentó reformar la administración. "Sin embargo, después de su muerte en 1712, la dinastía mogol se hundió en el caos y las violentas disputas. Solo en el año 1719, cuatro emperadores subieron sucesivamente al trono".
Durante el reinado de Muhammad Shah, el imperio comenzó a romperse y vastas extensiones del centro de la India pasaron de los mogoles a manos del imperio maratha. Las campañas bélicas de los mogoles siempre se habían basado en la artillería pesada para los asedios, la caballería pesada para operaciones ofensivas y la caballería ligera para escaramuzas e incursiones. Para controlar una región, siempre habían buscado ocupar alguna fortaleza estratégica, que serviría como un punto clave desde el que emergería el ejército mogol para enfrentarse a cualquier enemigo que desafiara al imperio. Este sistema no solo era caro, sino que también hacía que el ejército fuera algo inflexible, ya que siempre se suponía que el enemigo se retiraría a una fortaleza para ser sitiada o se enzarzaría en una batalla decisiva de aniquilación en campo abierto. Los marathas hindúes eran jinetes expertos que se negaban a participar en grandes batallas, y preferían participar en campañas de guerra de guerrillas a base de incursiones, emboscadas y ataques a las líneas de suministro de los mogoles. Los marathas no podían conquistar las fortalezas de los mogoles por aplastamiento o mediante un asedio formal, ya que carecían de artillería, pero al interceptar constantemente las columnas de suministros, pudieron rendirlas por hambre. Los sucesivos comandantes mogoles se negaron a ajustar sus tácticas y desarrollar una estrategia antiguerrilla adecuada, lo que les llevó a perder cada vez más terreno frente a los maratha. La campaña india de Nader Shah de Persia, culminó con el saqueo de Delhi, aniquilando los restos del poder y del prestigio de los mogoles, además de acelerar drásticamente su declive. Muchas de las élites del imperio buscaron entonces controlar sus propios asuntos y se separaron del antiguo imperio para formar reinos independientes. El emperador mogol, sin embargo, continuó siendo la más alta manifestación de soberanía. No solo la nobleza musulmana, sino también los líderes maratha, hindúes y sijs siguieron participando en los reconocimientos ceremoniales del emperador como soberano de la India.
En las décadas siguientes, afghanos, sijs y marathas lucharon entre sí y contra los mogoles, evidenciando el estado fragmentado del imperio. El emperador mogol Alam II hizo intentos inútiles para revertir el declive mogol y finalmente tuvo que buscar la protección de poderes externos. En 1784, los marathas gobernados por Mahadji Scindia obtuvieron el reconocimiento como protectores del emperador en Delhi, una situación que continuó hasta después de la segunda guerra anglo-maratha. A partir de entonces, la Compañía Británica de las Indias Orientales se convirtió en la protectora de la dinastía mogol en Delhi. Después de una rebelión aplastada en 1857-1858, el último emperador mogol, Bahadur Shah II, fue depuesto por los británicos, quienes luego asumieron el control formal de una gran parte del antiguo imperio, marcando el inicio del raj británico.

## Lista de emperadores mogoles
| Retrato | Monarca                           | Nombre                                                                                 | Reinado                                                                                | Nacimiento                                   | Muerte                                                    | Notas |
| ------- | --------------------------------- | -------------------------------------------------------------------------------------- | -------------------------------------------------------------------------------------- | -------------------------------------------- | --------------------------------------------------------- | --- |
|         | Bābur بابر                        | Zahir-ud-din Muhammad ظہیر الدین محمد                                                  | 20 de abril de 1526 -26 de diciembre de 1530                                           | 14 de febrero de 1483 Andiyán (Uzbekistán)   | 26 de diciembre de 1530 (47 años) Agra (India)            | Fundó el Imperio |
|         | Humayun ہمایوں                    | Nasir-ud-din Muhammad Humayun نصیر الدین محمد ہمایوں                                   | 26 de diciembre de 1530 - 17 de mayo de 1540 22 de febrero de 1555-27 de enero de 1556 | 6 de marzo de 1508 Kabul                     | 27 de enero de 1556 (47 años) Delhi                       | Humayun fue derrocado en 1540 por Sher Shah Suri del imperio suri, pero regresó al trono en 1555 después de la muerte de Islam Shah Suri (hijo y sucesor de Sher Shah Suri). |
|         | Akbar-i-Azam اکبر اعظم            | Jalal-ud-din Muhammad جلال الدین محمد اکبر                                             | 11 de febrero de 1556 - 27 de octubre de 1605                                          | 15 de octubre de 1542 Umerkot, Pakistán      | 27 de octubre de 1605 (63 años) Agra                      | Su madre, Hamida Banu Begum, era persa. |
|         | Jahangir جہانگیر                  | Nur-ud-din Muhammad Salim نور الدین محمد سلیم                                          | 3 de noviembre de 1605 - 28 de octubre de 1627                                         | 31 de agosto de 1569 Agra                    | 28 de octubre de 1627 (58 años) Jammu y Cachemira, India  | Su madre, Mariam-uz-Zamani, era una princesa rajput. |
|         | Shahryar شہریار                   | Salef-ud-din Mohammed Shahryar سلف الدین محمد شہریار                                   | 7 de noviembre de 1627-19 de enero de 1628                                             | 16 de enero de 1605 Agra                     | 23 de enero de 1628 (23 años) Lahore                      | Hijo menor de Jahangir. Después de la muerte de Jahangir, Shahryar intentó convertirse en emperador y tuvo éxito con la ayuda de su poderosa madrastra Nur Jehan, que también era su suegra. Sin embargo, solo fue titular y sufrió la derrota y fue asesinado a las órdenes de su victorioso hermano Shah Jahan.                                                                                          |
|         | Shah-Jahan شاہ جہان               | Shahab-ud-din Muhammad Khurram شہاب الدین محمد خرم                                     | 19 de enero de 1628 - 31 de julio de 1658                                              | 5 de enero de 1592 Lahore                    | 22 de enero de 1666 (74 años) Agra                        | Bajo su reinado, el Imperio mogol alcanzó la cima de su gloria cultural. Aunque era un comandante militar capaz, Shah Jahan es recordado por sus logros arquitectónicos. Su reinado marcó el comienzo de la edad de oro de la arquitectura mogola. Shah Jahan encargó muchos monumentos, el más conocido de los cuales es el Taj Mahal en Agra, en el que está sepultada su esposa favorita, Mumtaz Mahal. |
|         | Alamgir I عالمگیر                 | Muhy-ud-din Muhammad Aurangzeb محی الدین محمداورنگزیب                                  | 31 de julio de 1658 - 3 de marzo de 1707                                               | 4 de noviembre de 1618 Guyarat               | 3 de marzo de 1707 (88 años) Ahmednagar, India            | Su madre era persa Mumtaz Mahal. Estaba casado con la princesa Dilras Banu Begum de la dinastía Safávida. Estableció la ley islámica en toda la India. Después de su muerte, su hijo menor Azam Shah se convirtió en rey (durante 3 meses). |
|         | Muhammad Azam Shah محمد اعظم شاہ  | Qutb-ud-Din Muhammad Azam قطب الدين محمد اعظم                                          | 14 de marzo de 1707 - 8 de junio de 1707                                               | 28 de junio de 1653 Burhanpur, India         | 8 de junio de 1707 (53 años) Jajau, cerca de Agra, India  | Fue brevemente emperador, reinando durante 3 meses. Era el hijo mayor de Aurangzeb y su principal consorte era Dilras Banu Begum. |
|         | Bahadur Shah بہادر شاہ            | Qutb-ud-Din Muhammad Mu'azzam Shah Alam قطب الدین محمد معزام                           | 19 de junio de 1707 - 27 de febrero de 1712                                            | 14 de octubre de 1643 Burhanpur              | 27 de febrero de 1712 (68 años) Lahore                    | Hizo asentamientos con los marathas, apaciguó a los rajputs y pactó con los sikhs en el Punjab. |
|         | Jahandar Shah جہاندار شاہ         | Mu'izz-ud-Din Jahandar Shah Bahadur معز الدین جہاندار شاہ بہادر                        | 27 de febrero de 1712 - 11 de febrero de 1713                                          | 9 de mayo de 1661 Decán, India               | 12 de febrero de 1713 (51 años) Delhi                     | Muy influido por su gran visir Zulfikar Khan. |
|         | Farrukhsiyar فرخ سیر              | Farrukhsiyar فرخ سیر                                                                   | 11 de enero de 1713 - 28 de febrero de 1719                                            | 20 de agosto de 1685 Aurangabad, Maharashtra | 19 de abril de 1719 (33 años) Delhi                       | Otorgó un firmán a la Compañía Británica de las Indias Orientales en 1717, concediendo a la compañía derechos comerciales libres de impuestos para Bengala, y fortificando sus puestos en la costa este. El decreto permitió a la Compañía Británica de las Indias Orientales importar mercancías a Bengala sin pagar derechos de aduana al gobierno.                                                      |
|         | Rafi ud-Darajat رفیع الدرجات      | Rafi ud-Darajat رفیع الدرجات                                                           | 28 de febrero - 6 de junio de 1719                                                     | 1 de diciembre de 1699                       | 6 de junio de 1719 (19 años) Agra                         | Auge de los hermanos Syed como poderosos agentes. |
|         | Shah Jahan II شاہ جہان دوم        | Rafi ud-Daulah شاہ جہاں دوم                                                            | 6 de junio de 1719 - 17 de septiembre de 1719                                          | junio de 1696                                | 18 de septiembre de 1719 (23 años) Agra                   | Sucedió a Rafi ud-Darajat después de ser elegido por los hermanos Sayyid. |
|         | Muhammad Shah محمد شاہ            | Roshan Akhtar Bahadur روشن اختر بہادر                                                  | 27 de septiembre de 1719 - 26 de abril de 1748                                         | 7 de agosto de 1702 Gazni, Afghanistán       | 26 de abril de 1748 (45 años) Delhi                       | Se deshizo de los hermanos Syed. Sostuvo una larga guerra con los marathas, perdiendo el Decán y Malwa en el proceso. Sufrió la invasión de Nader Shah de Persia en 1739. Fue el último emperador en poseer un control efectivo sobre el imperio. |
|         | Ahmad Shah Bahadur احمد شاہ بہادر | Ahmad Shah Bahadur احمد شاہ بہادر                                                      | 29 de abril de 1748 - 2 de junio de 1754                                               | 23 de diciembre de 1725 Delhi                | 1 de enero de 1775 (49 años) Delhi                        | Las fuerzas mogolas fueron derrotadas por los marathas en la batalla de Sikandarabad. |
|         | Alamgir II عالمگیر دوم            | Aziz-ud-din عزیز اُلدین                                                                 | 3 de junio de 1754 - 29 de noviembre de 1759                                           | 6 de junio de 1699 Burhanpur                 | 29 de noviembre de 1759 (60 años) Kotla Fateh Shah, India | Dominación del visir Imad-ul-Mulk. |
|         | Shah Jahan III شاہ جہان سوم       | Muhi-ul-millat محی اُلملت                                                               | 10 de diciembre de 1759 – 10 de octubre de 1760                                        | 1711                                         | 1772 (60–61 años)                                         | Consolidación del poder por parte de los nawab de Bengala-Bihar-Odisha. |
|         | Shah Alam II شاہ عالم دوم         | Ali Gauhar علی گوہر                                                                    | 10 de octubre de 1760 - 31 de julio de 1788                                            | 25 de junio de 1728 Delhi                    | 19 de noviembre de 1806 (78 años) Delhi                   | Derrota en la batalla de Buxar. |
|         | Jahan Shah IV جہان شاه چہارم      | Bidar Bakht Mahmud Shah Bahadur Jahan Shah بیدار بخت محمود شاه بهادر جہان شاہ          | 31 de julio de 1788 - 11 de octubre de 1788                                            | 1749 Delhi                                   | 1790 (de 40 a 41 años) Delhi                              | Entronizado como un emperador títere por el rohilla Ghulam Kadir, tras el derrocamiento temporal de Alam II. |
|         | Shah Alam II شاہ عالم دوم         | Ali Gauhar علی گوہر                                                                    | 16 de octubre de 1788 - 19 de noviembre de 1806                                        | 25 de junio de 1728 Delhi                    | 19 de noviembre de 1806 (78 años) Delhi                   | Segundo reinado. |
|         | Akbar Shah II اکبر شاہ دوم        | Mirza Akbar میرزا اکبر                                                                 | 19 de noviembre de 1806 - 28 de septiembre de 1837                                     | 22 de abril de 1760 Mukundpur, India         | 28 de septiembre de 1837 (77 años) Delhi                  | Títere bajo la protección británica. |
|         | Bahadur Shah II بہادر شاہ دوم     | Abu Zafar Sirajuddin Muhammad Bahadur Shah Zafar ابو ظفر سراج اُلدین محمد بہادر شاہ ظفر | 28 de septiembre de 1837 - 21 de septiembre de 1857                                    | 24 de octubre de 1775 Delhi                  | 7 de noviembre de 1862 (87 años) Rangún                   | Último emperador mogol. Depuesto por los británicos, se exilió a Burma después de la rebelión de la India de 1857. |

Nota: Los emperadores mogoles practicaron la poligamia. Además de sus esposas, también tenían varias concubinas en su harén, con las que tenían hijos. Esto dificulta la identificación de toda la descendencia de cada emperador.

## Árbol genealógico
| Genealogía de los emperadores mogoles |
|                                       |

## Lecturas relacionadas
- Majumdar, Ramesh Chandra; Pusalker, A. D.; Majumdar, A. K., eds. (1973). The History and Culture of the Indian People. VII: The Mughal Empire. Bombay: Bharatiya Vidya Bhavan.